# LZ 40
Der Zeppelin LZ 40 war das 40. Luftschiff des Grafen Zeppelin und der zehnte Zeppelin der Kaiserlichen Marine mit der militärischen Typbezeichnung L 10.

## Geschichte
LZ 40 war der erste Zeppelin mit vier Motoren – statt wie bisher drei Motoren – als Antrieb. Das Luftschiff gehörte zum Typ p, von dem beginnend mit LZ 38 insgesamt 21 Luftschiffe gefertigt wurden, von denen zehn an das Heer und elf an die Marine ausgeliefert wurden. Als erstes Lustschiff der Marine hatte es ein Traggasvolumen von über 30.000 m³ Wasserstoff. Mit einer Länge von 163,50 m war es 2 m länger als L 9 vom Zwischenmodell o und 5,5 m länger als die ersten Standardschiffe vom Typ m. Gegenüber diesen erhöhte sich der Durchmesser von 14,9 auf 18,7 m.
Die erste Fahrt von LZ 40 fand am 13. Mai 1915 statt. Die Marine übernahm das Luftschiff unter der militärischen Typbezeichnung L 10. Kommandant wurde Kapitänleutnant Claus Hirsch (* 1885).
Das Schiff wurde in Nordholz stationiert für Aufklärungsfahrten über der Nordsee und für Bombenangriffe auf Großbritannien.
Für seinen ersten Bombenangriff auf London hob L 10 kurz nach Mitternacht am 4. Juni 1915 in Nordholz ab. Die Bombenlast des Schiffes betrug zwei 100-kg-Bomben, 20 50-kg-Sprengbomben und 90 Brandbomben. Durch starken Gegenwind konnte London nicht vor Tagesanbruch erreicht werden und so warf L 10 seine Bombenfracht auf Gravesend ab.
Am 16. Juni 1915 bombardierte L 10 das Industriegebiet am Tyne mit 2,5 Tonnen Bomben und erzielte große Wirkung durch Schäden an Industrieanlagen. Bei diesem Bombenangriff wich das Luftschiff durch Aufsteigen in große Höhe dem Angriff eines britischen Flugzeuges aus, das dem Zeppelin in solche Höhe nicht folgen konnte.
Weitere Bombenangriffe gegen Sheppey und Harwich folgten. Seinen letzten Angriff gegen England fuhr L 10 am 17. August 1915 auf London mit 1,4 Tonnen Bomben.

## Ende von LZ 40/L 10

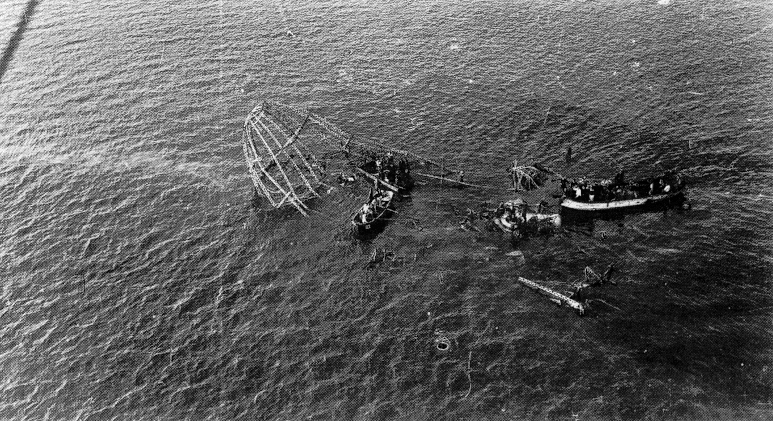
Bergungsversuche am Wrack von L 10

Während einer Fahrt im Gewitter am 3. September 1915 in der Nähe von Cuxhaven entzündete sich abgeblasenes Gas und das Luftschiff verbrannte in der Luft. Es gab keine Überlebenden. Alle 19 Insassen starben, sie wurden auf dem Friedhof Ritzebüttel in Cuxhaven bestattet.
Eine ähnliche Fahrt im Gewitter über der Nordsee beschrieb Hans von Schiller als Offizier an Bord des Luftschiffes L 11: „Die Blitze flammen in ganzen Flächen auf. Ein gewaltiger Schlag betäubt mir das Ohr und füllt das Innenschiff mit blendendem Licht, ein Blitz ist hart am Zepp vorbei in die See gefahren. Der Mann am oberen Ausguck telefoniert herunter, daß die Mündungen seiner Maschinengewehre Funken sprühen. Ich klettere durch den Steigschacht hinauf, um nachzusehen, was da los ist. Zu meiner Überraschung finde ich die Plattform hell erleuchtet. Inmitten dieser Helle sitzt, bis auf die Haut durchnäßt, der Posten und hat einen regelrechten Heiligenschein um den Kopf. Bergsteigern ist die sonderbare Erscheinung nicht unbekannt, ebensowenig den Schiffern, man bezeichnet sie als Elmsfeuer. Auch das Duraluminiumgerüst der Hülle ist mit Elektrizität geladen und sprüht an allen Verbindungspunkten, Kanten und scharfen Ecken. Wenn wir aus der Führergondel nach oben sehen, können wir uns selber davon überzeugen, wie die Elektrizität aus allen vorstehenden Punkten Funken schlägt. Drähte und Kabel glühen in blauvioletten Farbtönen, ein wunderbarer Anblick, nur sind wir nicht recht in der Lage, uns daran zu freuen. Denn unsere Leute torkeln wie betrunkene Seiltänzer auf dem schmalen Metallsteg, und unser aller Leben hängt davon ab, daß jetzt kein Wasserstoffgas aus den Zellen austritt, während alle zwei Sekunden ein Blitzstrahl sozusagen auf Armlänge vorbeifährt.“

## Technische Daten
- Traggasvolumen: 31.900 m³ Wasserstoff
- Länge: 163,50 m
- Durchmesser: 18,70 m
- Nutzlast: 15 t
- Antrieb: vier sechszylindrige Maybach-Motoren von je 210 PS (154 kW)
- Geschwindigkeit: 26,7 m/s